# Croilia mossambica
Croilia mossambica és una espècie de peix de la família dels gòbids i de l'ordre dels perciformes.

## Morfologia
- Els mascles poden assolir 6 cm de longitud total.[1][2]

## Alimentació
Menja organismes bentònics de moviment lent, com ara larves de quironòmids, gastròpodes, bivalves i amfípodes.

## Hàbitat
És un peix de clima subtropical i demersal.

## Distribució geogràfica
Es troba a Madagascar i des del sud de Moçambic fins a Durban (Sud-àfrica).

## Observacions
És inofensiu per als humans.